# Genna Toko Kegne
Genna Romida Toko Kegne (Yaundé, Camerún, 10 de noviembre de 2002) es una deportista italiana de origen camerunés que compite en halterofilia. Ganó dos medallas de oro en el Campeonato Europeo de Halterofilia, en los años 2024 y 2025, ambas en la categoría de 76 kg.

## Palmarés internacional
| Campeonato Europeo | Campeonato Europeo  | Campeonato Europeo | Campeonato Europeo |
| Año                | Lugar               | Medalla            | Categoría          |
| ------------------ | ------------------- | ------------------ | ------------------ |
| 2024               | Sofía (Bulgaria)    | Medalla de oro     | 76 kg              |
| 2025               | Chisináu (Moldavia) | Medalla de oro     | 76 kg              |